# Heterosmylus
Heterosmylus is een geslacht van insecten uit de familie van de watergaasvliegen (Osmylidae), die tot de orde netvleugeligen (Neuroptera) behoort.

## Soorten
- H. aspersus Krüger, 1913
- H. curvagradatus C.-k. Yang, 1999
- H. flavidus C.-k. Yang, 1992
- H. limulus C.-k. Yang, 1987
- H. primus Nakahara, 1955
- H. shennonganus C.-k. Yang, 1997
- H. wolonganus C.-k. Yang, 1992
- H. yunnanus C.-k. Yang, 1986
- H. zhamanus C.-k. Yang, 1987